# Pantaleón Sanz de Santamaría
Pantaleón Sanz de Santamaría  y Prieto de Salazar (Santafé, 27 de julio de 1762- Santafé, 21 de septiembre de 1813) fue un alférez y capitán del batallón de milicias de caballería, sirvió en empleos en la Real Contaduría de Tabacos de Santafe, un lucrativo monopolio, era uno de los personajes más ricos de Santafé de Bogotá.
Involucrado en los hechos del El Florero de Llorente, que resultaría en el 20 de julio de 1810, el principio de un proceso de Independencia de La Nueva Granada de España que terminaría con la independencia del país y el nacimiento de la actual Colombia décadas después.

## Biografía

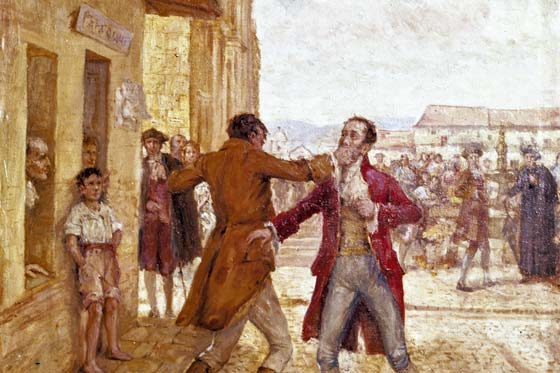
Escena del florero de Llorente, donde se recrea la pelea entre Sanz de Santamaría y Llorente.

En 1783 es nombrado como alférez del batallón de milicias de caballería.   
El 20 de julio de 1810 es encargado de organizar un banquete en su casa en honor a Antonio Villavicencio, que en ese momento era comisario del Consejo de Regencia, que se aproximaba a Bogotá. La casa de los Sanz de Santamaría era una de las más grandes y lujosas de la capital del virreinato, en el momento era la casa más importante de Santafe de Bogotá. Pantaleón se hizo cargo de todo lo relativo al banquete y por esto le solicitó a José González Llorente, un comerciante español que tenía una tienda en la primera calle real, el préstamo de un lujoso florero.
El comerciante se expresó en términos insultantes contra los americanos y esto terminó en una revuelta hoy recordada como La pelea de Pantaleón Sanz de Santamaría con José González Llorente en la esquina nororiental de la Plaza Mayor hoy en día llamada Plaza de Bolívar y que empezó el primer grito de independencia de la hoy Colombia, en la misma noche se firmó el acta de Independencia estableciendo una junta de gobierno que se haría cargo de todo el gobierno virreinal.
Casado con Josefa Baraya y Ricaurte llamada La Chepa, hermana de Antonio Baraya, cuando Josefa enviudó fue encarcelada por El Pacificador Pablo Morillo. Hermano de José Sanz de Santamaría político, militar y prócer colombiano. su hija fue María Josefa Sanz de Santamaria. Los hechos ocurridos ese día de 1810 son parte de un proceso independentista que empezó a gestarse a finales del siglo XVIII, con la Revolución de los Comuneros, y finalizó con la disolución de la Gran Colombia en 1830, dando lugar así a la actual Colombia.